# خوش‌نوای نورفک
خوش‌نوای نورفک (نام علمی: Gerygone modesta) نام یک گونه از سرده خوش‌نوا است.